# Encarsia prinslooi
Encarsia prinslooi is een vliesvleugelig insect uit de familie Aphelinidae. De wetenschappelijke naam is voor het eerst geldig gepubliceerd in 2003 door Pedata & Polaszek.